# Jim Parks
James R. „Jim“ Parks ist ein US-amerikanischer Basketballtrainer.

## Laufbahn
Parks war als Basketballspieler bis 1963 Mitglied der Hochschulmannschaft des Los Angeles State College. Er wurde Trainer und war von 1964 bis 1966 an der Pater Noster High School in Kalifornien tätig, gefolgt von einer zweijährigen Amtszeit als Co-Trainer am Santa Monica College (1967 bis 1969) sowie jeweils einer Saison als Trainer an der Daniel Murphy High School (1969/70) sowie an der North Torrance High School (1970/71).
Von 1971 bis 1976 war Parks Cheftrainer des Barstow Community College. Die Hochschulmannschaft gewann unter seiner Leitung 1973 den Meistertitel in der zweiten Division der kalifornischen Community Colleges.
Parks war in der Saison 1977/78 Trainer von Donar Groningen in den Niederlanden, belegte mit der Mannschaft in der Hauptrunde der Eredivisie den zweiten Rang, in der Meisterrunde schied man im Halbfinale aus. Er wurde als Trainer des Jahres der niederländischen Liga ausgezeichnet.
Er führte den UBSC Wien im Spieljahr 1978/79 zum Gewinn des österreichischen Meistertitels und trat mit der Mannschaft um Erich Tecka und Herbert Haselbacher auch im Europapokal der Pokalsieger an. Dort traf man in der Viertelfinalrunde auf den FC Barcelona, Virtus Bologna und KK Radnički Belgrad, blieb aber sieglos.
1979 ging er in sein Heimatland zurück und war fortan wieder Trainer am Barstow Community College, führte die Hochschulmannschaft 1980 und 1981 erneut zum Gewinn des Meistertitels in der zweiten Division der Community Colleges. Diesen Erfolg wiederholte Parks im Spieljahr 1982/82 mit dem Shasta College, zu dem er 1981 gewechselt war. Er wurde daraufhin vom Fachblatt Basketball Times zum Trainer des Jahres des Junior College in den Vereinigten Staaten ausgezeichnet. Er blieb bis 1983 am Shasta College, hernach betreute er von 1983 bis 1987 die Mannschaft der California State University, Bakersfield. Neben seinen Tätigkeiten im Hochschulbasketball vermittelte er Spielern und Trainern aus seinem Heimatland Stellen im europäischen Profibasketball.
In der Saison 1992/93 war Parks, nach dem die Basketballhalle am Barstow Community College als Auszeichnung für seine Erfolge benannt wurde, Trainer von Sunair Ostende in Belgien, wurde aber im Laufe der Spielzeit entlassen und durch seinen Landsmann Don Beck ersetzt. Zu Beginn der Saison 1995/96 hatte Parks das Traineramt bei der TG Hitachi Landshut in der deutschen Basketball-Bundesliga inne, im November 1995 kam es zur Trennung. Für die christliche Sportorganisation Athletes in Action war er als Basketballtrainer in Panama und Brasilien tätig, leitete Trainingslager und Fortbildungen in mehreren europäischen Ländern sowie in Mexiko.
Er wurde Jugendtrainer beim Verein Bakersfield Heat in Kalifornien. Zusammen mit Curt Pickering baute er ab 2007 die West Coast Pro Basketball League (WCPBL) auf. Parks leitete die WCPBL als Geschäftsführer. Die Liga bestand bis 2013.